# Cunaxoides paracroceus
Cunaxoides paracroceus är en spindeldjursart som beskrevs av Sionti och Papadoulis 2003. Cunaxoides paracroceus ingår i släktet Cunaxoides och familjen Cunaxidae. Inga underarter finns listade i Catalogue of Life.